# باولو مالديني
باولو تشيزاري مالديني (النطق الإيطالي: ‎[ˈpa:olo malˈdi:ni]‏؛ مواليد 26 يونيو 1968) هو لاعب كرة قدم إيطالي مُحترف سابق لعب كمدافع أيسر وقلب دفاع مع ميلان ومنتخب إيطاليا لكرة القدم. يُعتبر على نطاق واسع أحد أفضل المدافعين عبر التاريخ، وواحد من أعظم اللاعبين على مر العصور. كقائد لميلان وإيطاليا لسنوات عديدة كان يلقب بـ "Il Capitano" («الكابتن»). حقق مالديني الرقم القياسي لأكثر من شارك في الدوري الإيطالي، بمشاركته في 647 مباراة، حتى عام 2020، عندما تجاوزه جانلويجي بوفون. يشغل حاليًا منصب المدير الفني لنادي ميلان، بالإضافة إلى كونه شريكًا في ملكية نادي ميامي في دوري الولايات المتحدة – البطولة.
قضى مالديني كل مواسمه الـ 25 خلال مسيرته في الدوري الإيطالي مع ميلان، قبل أن يعتزل في سن 41 عام 2009. فاز بـ 25 كأس مع ميلان: دوري أبطال أوروبا خمس مرات، وسبعة ألقاب في الدوري الإيطالي، وواحد كأس إيطاليا، وخمسة ألقاب كأس السوبر الإيطالي، وخمسة ألقاب في كأس السوبر الأوروبي، ولقبين كأس الإنتركونتيننتال، ولقب كأس العالم للأندية. فاز مالديني بجائزة أفضل مدافع في حفل توزيع جوائز الاتحاد الأوروبي لكرة القدم عن عمر يناهز 39 عامًا، وكذلك جائزة مدافع العام في الدوري الإيطالي لعام 2004. بعد اعتزاله بعد موسم 2008–09، علّق ميلان قميصه رقم 3 حيث لا يلبسه لاعب بعده.
شارك مالديني لأول مرة مع إيطاليا في عام 1988، حيث لعب لمدة 14 عامًا قبل أن يعتزل في عام 2002 برصيد 7 أهداف و 126 مباراة دولية، وهو رقم قياسي في ذلك الوقت، والذي تجاوزه منذ ذلك الحين فابيو كانافارو وجانلويجي بوفون. قاد مالديني إيطاليا لمدة ثماني سنوات وحافظ على الرقم القياسي كأكثر قائد مشاركة مع إيطاليا (74 مباراة)، حتى تم تجاوزه مرة أخرى من قبل كانافارو وبوفون. مع إيطاليا، شارك مالديني في أربع بطولات في كأس العالم وثلاث بطولات لأمم أوروبا. على الرغم من أنه لم يفز بأي بطولة مع إيطاليا، فقد وصل إلى نهائي كأس العالم 1994 وبطولة أمم أوروبا 2000، ونصف النهائي كأس العالم 1990 وبطولة أمم أوروبا 1988 تم اختياره في فريق كل النجوم لكل من هذه البطولات إضافة إلى بطولة أمم أوروبا 1996.
جاء مالديني في المركز الثاني بعد جورج ويا في جائزة أفضل لاعب في العالم لعام 1995. كما حل في المركز الثالث في جائزة الكرة الذهبية لعامي 1994 و2003. في عام 2002، تم اختياره كمدافع في فريق الأحلام في بطولة كأس العالم، وفي عام 2004 قام بيليه بإدراجه في قائمة أفضل 125 لاعب كرة قدم حي. حقق مالديني الرقم القياسي كأكثر لاعب مشاركة في مسابقات الاتحاد الأوروبي للأنية، بـ174 مباراة، حتى تجاوزه إيكر كاسياس في 2017. كما أنه حامل الرقم القياسي لأكثر اللاعبين مشاركة مع ميلان بـ902 مباراة في جميع المسابقات. وهو واحد من 18 لاعبًا فقط شاركوا في أكثر من 1000 مباراة خلال مسيرتهم. في ديسمبر 2012، تم إدخاله في قاعة مشاهير كرة القدم الإيطالية. كما لعب والده، تشيزاري مالديني وكان قائد ميلان، وكان مدربًا وطنيًا ناجحًا للمنتخب الإيطالي تحت 21 سنة، والذي درب أيضًا ميلان والمنتخب الأول خلال كأس العالم 1998.

## حياته الشخصية
وُلد مالديني في ميلانو لتشيزاري مالديني وماريا لويزا دي ميزي. وقد تزوج من عارضة الأزياء الفنزويلية السابقة أدريانا فوسا منذ ديسمبر 1994. الزوجان لديهما ولدان، كريستيان (ولد في 14 يونيو 1996) و دانييل (ولد في 11 أكتوبر 2001)، وقّعا مع نادي مالديني السابق ميلان ولعبا مع الفئات السنية للنادي. كان والده تشيزاري أيضًا لاعب كرة قدم لعب أيضًا كمدافع، وكان قائد ميلان، ومثل المنتخب الوطني الإيطالي، ثم أصبح لاحقًا مدربًا. خلال حياة والده المهنية، قام بتدريب ابنه في منتخب إيطاليا تحت سن 21 وفي المنتخب الأول، وكذلك دربه في ميلان، كما درب العديد من الفرق الأخرى. في 3 أبريل 2016، توفي والده باولو تشيزاري عن عمر يناهز 84 عامًا؛ توفت والدته في وقت لاحق من ذلك العام، في 28 يوليو.
لدى مالديني علامة أزياء خاصة به – سنوات حلوة – التي يديرها مع صديق وزميله السابق في إيطاليا وميلان كريستيان فييري.
في 21 مارس 2020، تم تأكيد أن مالديني وابنه دانييل كلاهما كانتا عينتهما إيجابية في تحليل الإصابة بمرض فيروس كورونا 2019، وسط الوباء في إيطاليا؛ بحلول 8 أبريل، تعافى هو وابنه.

## الإحصائيات

### النادي
| النادي   | الموسم   | الدوري الإيطالي | الدوري الإيطالي | كأس إيطاليا | كأس إيطاليا | المسابقات الأوروبية | المسابقات الأوروبية | البطولات الأخرى | البطولات الأخرى | المجموع | المجموع |
| النادي   | الموسم   | الظهور          | المجموع         | الظهور      | المجموع     | الظهور              | المجموع             | الظهور          | المجموع         | الظهور  | المجموع |
| -------- | -------- | --------------- | --------------- | ----------- | ----------- | ------------------- | ------------------- | --------------- | --------------- | ------- | ------- |
| ميلان    | 1984–85  | 1               | 0               | —           | —           | —                   | —                   | 1               | —               | 1       | 0       |
| ميلان    | 1985–86  | 27              | 0               | 6           | 0           | 6                   | 0                   | 1               | 0               | 40      | 0       |
| ميلان    | 1986–87  | 29              | 1               | 7           | 0           | —                   | —                   | 1               | 0               | 37      | 1       |
| ميلان    | 1987–88  | 26              | 2               | 1           | 0           | 2                   | 0                   | —               | —               | 29      | 2       |
| ميلان    | 1988–89  | 26              | 0               | 7           | 0           | 7                   | 0                   | —               | —               | 40      | 0       |
| ميلان    | 1989–90  | 30              | 1               | 6           | 0           | 8                   | 0                   | 3               | 0               | 47      | 1       |
| ميلان    | 1990–91  | 26              | 4               | 3           | 0           | 4                   | 0                   | 2               | 0               | 35      | 4       |
| ميلان    | 1991–92  | 31              | 3               | 7           | 1           | —                   | —                   | —               | —               | 38      | 4       |
| ميلان    | 1992–93  | 31              | 2               | 8           | 0           | 10                  | 1                   | 1               | 0               | 50      | 3       |
| ميلان    | 1993–94  | 30              | 1               | 2           | 0           | 10                  | 1                   | 4               | 0               | 46      | 2       |
| ميلان    | 1994–95  | 29              | 2               | 1           | 0           | 11                  | 0                   | 2               | 0               | 43      | 2       |
| ميلان    | 1995–96  | 30              | 3               | 3           | 0           | 8                   | 0                   | —               | —               | 41      | 3       |
| ميلان    | 1996–97  | 26              | 1               | 3           | 0           | 6                   | 0                   | 1               | 0               | 36      | 1       |
| ميلان    | 1997–98  | 30              | 0               | 7           | 0           | —                   | —                   | —               | —               | 37      | 0       |
| ميلان    | 1998–99  | 31              | 1               | 2           | 0           | —                   | —                   | —               | —               | 33      | 1       |
| ميلان    | 1999–00  | 27              | 1               | 4           | 0           | 6                   | 0                   | 1               | 0               | 38      | 1       |
| ميلان    | 2000–01  | 31              | 1               | 4           | 0           | 14                  | 0                   | —               | —               | 49      | 1       |
| ميلان    | 2001–02  | 15              | 0               | —           | —           | 4                   | 0                   | —               | —               | 19      | 0       |
| ميلان    | 2002–03  | 29              | 2               | 1           | 0           | 19                  | 0                   | —               | —               | 49      | 2       |
| ميلان    | 2003–04  | 30              | 0               | —           | —           | 9                   | 0                   | 3               | 0               | 42      | 0       |
| ميلان    | 2004–05  | 33              | 0               | —           | —           | 13                  | 1                   | 1               | 0               | 47      | 1       |
| ميلان    | 2005–06  | 14              | 2               | —           | —           | 9                   | 0                   | —               | —               | 23      | 2       |
| ميلان    | 2006–07  | 18              | 1               | —           | —           | 9                   | 0                   | —               | —               | 27      | 1       |
| ميلان    | 2007–08  | 17              | 1               | —           | —           | 4                   | 0                   | 2               | 0               | 23      | 1       |
| ميلان    | 2008–09  | 30              | 0               | —           | —           | 2                   | 0                   | —               | —               | 32      | 0       |
| الإجمالي | الإجمالي | 647             | 29              | 72          | 1           | 161                 | 3                   | 22              | 0               | 902     | 34      |

^المسابقات الأوروبية تشمل دوري أبطال أوروبا والدوري الأوروبي
^المسابقات الأخرى تشمل كأس السوبر الإيطالي، كأس السوبر الأوروبي، كأس الإنتركونتيننتال and كأس العالم للأندية
^تصفيات كأس الاتحاد الأوروبي

### المنتخب
| إيطاليا | إيطاليا | إيطاليا |
| العام   | الظهور  | المجموع |
| ------- | ------- | ------- |
| 1988    | 10      | 0       |
| 1989    | 7       | 0       |
| 1990    | 11      | 0       |
| 1991    | 8       | 0       |
| 1992    | 7       | 0       |
| 1993    | 5       | 2       |
| 1994    | 12      | 0       |
| 1995    | 7       | 1       |
| 1996    | 7       | 0       |
| 1997    | 11      | 2       |
| 1998    | 11      | 1       |
| 1999    | 7       | 1       |
| 2000    | 11      | 0       |
| 2001    | 7       | 0       |
| 2002    | 5       | 0       |
| المجموع | 126     | 7       |

المصدر:

#### الأهداف الدولية
قائمة الأهداف والنتائج مع منتخب إيطاليا الأول.
| # | التاريخ        | المكان           | الخصم    | الهدف | النتيجة | المسابقة                     |
| - | -------------- | ---------------- | -------- | ----- | ------- | ---------------------------- |
| 1 | 20 يناير 1993  | فلورنسا، إيطاليا | المكسيك  | 2–0   | 2–0     | ودية                         |
| 2 | 24 مارس 1993   | باليرمو، إيطاليا | مالطا    | 6–1   | 6–1     | تصفيات كأس العالم 1994       |
| 3 | 11 نوفمبر 1995 | باري، إيطاليا    | أوكرانيا | 3–1   | 3–1     | بطولة أمم أوروبا 1996        |
| 4 | 29 مارس 1997   | ترييستي، إيطاليا | مولدوفا  | 1–0   | 3–0     | تصفيات كأس العالم 1998       |
| 5 | 30 أبريل 1997  | نابولي، إيطاليا  | بولندا   | 2–0   | 3–0     | تصفيات كأس العالم 1998       |
| 6 | 22 أبريل 1998  | بارما، إيطاليا   | باراغواي | 1–0   | 3–1     | ودية                         |
| 7 | 5 يونيو 1999   | بولونيا، إيطاليا | ويلز     | 3–0   | 4–0     | تصفيات بطولة أمم أوروبا 2000 |

المصدر:

## الإنجازات

### النادي
ميلان
- الدوري الإيطالي: 1987–88، 1991–92، 1992–93، 1993–94، 1995–96، 1998–99، 2003–04
- كأس إيطاليا: 2002–03
- كأس السوبر الإيطالي: 1988، 1992، 1993، 1994، 2004
- كأس أوروبا\دوري أبطال أوروبا: 1988–89، 1989–90، 1993–94، 2002–03، 2006–07
- كأس السوبر الأوروبي: 1989، 1990، 1994، 2003
- كأس الإنتركونتيننتال: 1989، 1990
- كأس العالم للأندية: 2007

### المنتخب
إيطاليا
- كأس العالم الوصيف: 1994؛ المركز الثالث 1990[43]
- بطولة أمم أوروبا الوصيف: 2000؛[43] الدور نصف النهائي 1988[44]
- بطولة أمم أوروبا تحت 21 سنة الوصيف: 1986[45][46]

### الفردية
- بطولة أمم أوروبا فريق البطولة: 1988، 1996، 2000، 2003، 2007[41]
- جائزة برافو: 1989[47]
- كأس العالم فريق كل النجوم: 1990، 1994[48]
- جائزة الكرة الذهبية: المركز الثالث 1994،[49] 2003[50]
- لاعب العام من وورلد سوكر: 1994[51]
- لاعب العام الباييس: 1994[52]
- يونيسف أفضل لاعب في أوروبا في الموسم: 1993–94[53]
- فريق العام من وسائل الإعلام الرياضية الأوروبية: 1994–95، 1995–96، 1999–00، 2002–03[54]
- جائزة أفضل لاعب كرة قدم في العالم: الجائزة الفضية 1995[55]
- الجائزة الوطنية للمسيرة المثالية «جيتانو شيريا»: 2002[56]
- فريق الأحلام في بطولة كأس العالم: 2002[57][58]
- فريق الفيفا: 2002[59]
- نهائي دوري أبطال أوروبا 2003 رجل المباراة: 2003[41]
- جائزة اليويفا لأفضل فريق: 2003، 2005[41]
- جائزة رئيس الاتحاد الأوروبي لكرة القدم: 2003[60]
- مدافع العام في الدوري الإيطالي: 2004[61]
- فريق الـ100[62]
- أفضل لاعبي كرة القدم الأوروبية بمناسبة اليوبيل الذهبي:المركز العاشر[63]
- فيفبرو: 2005[64]
- أفضل مدافع مع الأندية من اليويفا: 2007[41]
- جائزة جياسينتو فاكيتي الدولية: 2008[65]
- وسام الاستحقاق من الفيفا: 2008[66]
- دوري أبطال أوروبا جائزة الإنجاز: 2009[67]
- أسطورة ماركا: 2009[68]
- فريق الرياضة المصور للعقد: 2009[69]
- فريق العقد العالمي من إي إس بي إن: 2009[70]
- عضو في قاعة مشاهير كرة القدم الإيطالية: 2012[71]
- ورلد سوكر أعظم فريق في التاريخ: 2013[72]
- جائزة رجل النادي الواحد: 2016[73][74]
- فريق بطولة أمم أوروبا التاريخي[75]
- صالة الشهرة في إيه سي ميلان[14]
- عضو في ممشى المشاهير في الرياضة الإيطالية: 2018[76]
- جوائز جازيتا الرياضية – اسطورة: 2018[77]
- فريق الأحلام لجائزة الكرة الذهبية: 2020[78]

### الأرقام القياسية
- أكثر من شارك في جميع المسابقات (ميلان): 902 مباراة[39]
- ثاني أكبر عدد من المباريات الدوري الإيطالي (مواسم الدوري الإيطالي العادية فقط): 647
- أكثر من شارك في مباريات الدوري للميلان (فقط مواسم الدوري الإيطالي): 647
- ثالث أكثر لاعب مشاركة في بطولات الاتحاد الأوروبي للأندية: 174[79]
- أكثر لاعب مشاركة في بطولات الاتحاد الأوروبي مع ميلان: 174
- أكثر من شارك في المسابقات الأوروبية: 168
- أكثر من شارك في المسابقات الأوروبية مع ميلان: 168
- أكثر من شارك في دوري أبطال أوروبا مع ميلان: 139
- أكثر من شارك في نهائيات دوري أبطال أوروبا – 8 (بالتشارك مع فرانشيسكو خينتو)
- أصغر لاعب شارك مع الفريق الأول لميلان: 16 عام و208 يوم (ضد أودينيزي، 20 يناير 1985)[80]
- أطول لاعب قضى مشواره مع ميلان: 24 عام و132 يوم (من 20 يناير 1985 إلى 31 مايو 2009)
- أكثر من شارك في مباريات في كأس العالم مع إيطاليا: 23[81][82]
- رقم قياسي في عدد دقائق اللعب في الدوري الإيطالي: 2216[83]
- أسرع هدف في نهائي دوري أبطال أوروبا\كأس أوروبا في التاريخ: 50 ثانية، 2005
- أكبر لاعب يسجل هدف في نهائي دوري أبطال أوروبا\كأس أوروبا في التاريخ: بعمر 36 عام و333 يوم، لعب مع ميلان ضد ليفربول، 2005
- كأس السوبر الأوروبي: (4) (بالتشارك مع داني ألفيس) (1989، 1990، 1994، 2003)[84]
- أكثر من شارك في نهائيات كأس السوبر الأوروبي: (5) (بالتشارك مع داني ألفيس) (1989، 1990، 1993، 1994، 2003)[85]
- ثاني أكثر من شارك مع نادي واحد من قبل اللاعبين إيطاليين: 902[86][87]
- أكثر من شارك مع نادي إيطالي واحد: 902 (مع ميلان)[88]

### الأوسمة
الرابعة \ ضابط: وسام الاستحقاق الرسمي للجمهورية الإيطالية: 2000
 الخامسة \ فارس: وسام فارس من الجمهورية الإيطالية: 1991

## وصلات خارجية
- باولو مالديني على موقع IMDb (الإنجليزية)
- باولو مالديني على موقع الموسوعة البريطانية (الإنجليزية)

- باولو مالديني على موقع الاتحاد الدولي (مؤرشف)  (الإنجليزية)
- باولو مالديني على موقع الاتحاد الأوربي (الإنجليزية)
- باولو مالديني على موقع قاعدة بيانات كرة القدم.إي يو (الإنجليزية)
- باولو مالديني على موقع ناشيونال فوتبول تيمز (الإنجليزية)
- باولو مالديني على موقع Soccerbase.com (لاعب) (الإنجليزية)
- باولو مالديني على موقع Soccerway.com (الإنجليزية)
- باولو مالديني على موقع عالم كرة القدم.نت (الإنجليزية)
- باولو مالديني على موقع رابطة محترفي التنس (الإنجليزية)
- باولو مالديني على موقع الاتحاد الدولي لكرة المضرب (الإنجليزية)

| مناصب رياضية       | مناصب رياضية            | مناصب رياضية          |
| ------------------ | ----------------------- | --------------------- |
| سبقه فرانكو باريزي | كابتن إيطاليا 1994–2002 | تبعه فابيو كانافارو   |
| سبقه فرانكو باريزي | كابتن ميلان 1997–2009   | تبعه ماسيمو أمبروزيني |